# 회경공주
회경공주(중국어: 懷慶公主, 1367년 - 1425년 7월 15일)는 명나라의 공주이다. 명 태조 주원장의 6녀이고, 생모는 성목귀비이다.
홍무 15년 8월 4일 (1382년 9월 11일), 왕녕에게 하가하였다. 혼인 후, 왕녕은 후군 도독부사로 승진했다. 건문 연간에 왕녕이 조정의 일을 누설하여 연왕 주체에게 주었고, 건문제는 공주의 가산을 몰수하고, 왕녕은 금의위 대옥에 보내졌다.
명 성조가 즉위하자, 왕녕은 "태조에게 효도하고 나라에 충성하며 정직하지 못하여 무고를 당했다"고 선포하고, 영춘후에 봉해졌다. 그 후 왕녕은 사면을 받고 옥에서 나온지 얼마 지나지 않아 세상을 떠났다. 회경공주는 아들 왕정량과 왕정경을 낳았고, 왕정경은 경태십재 중 한사람이다.
영락 22년 11월 임신일 (1424년 11월 21일), 회경대장공주에 봉해졌다. 홍희 원년 7월 1일 (1425년 7월 15일), 공주가 사망하였다.